# 9e Armée
9e Armée var en fransk armé under andra världskriget.

## Fall Gelb
Armén var en del av 1er Groupe d'Armées som var grupperad längs gränsen mellan Frankrike och Belgien. Enligt plan D skulle hela armégruppen marschera upp och inta defensiva ställningar bakom floderna Dyle och Meuse. 9e Armée skulle bemanna försvarslinjen bakom Meuse från Sedan till Givet, då man ansåg det otroligt att tyskarna skulle föra fram så kraftiga förband genom Ardennerna för att genomföra en flodövergång förfogade den 9:e armén över endast svagare infanteriförband.

### Organisation
Arméns organisation den 10 maj 1940:
- 1re Division Légère de Cavalerie
- 4e Division Légère de Cavalerie
- 4e Division d'Infanterie Nord-Africaine
- 53e Division d'Infanterie
- IIe Corps d'Armée motorisé
  - 5e Division d'Infanterie Motorisée
- XIe Corps d'Armée
  - 18e Division d'Infanterie
  - 22e Division d'Infanterie
- XLIe Corps d'Armée de Forteresse
  - 61e Division d'Infanterie
  - 102e Division d'Infanterie de Forteresse

## Befälhavare
- General André Corap (2 september 1939 – 19 maj 1940)
- General Henri Giraud (19 maj 1940)